# Brug 1361
Brug 1361 is een bouwkundig kunstwerk in Amsterdam-Zuidoost, wijk Holendrecht.
Rond 1980 moesten er veel bruggen ontworpen worden voor de inrichting van de wijken Holendrecht en Reigersbos. De plattegrond was daarbij deels wel al bekend, maar namen voor de infrastructuur waren er niet. In die omstandigheid moest architect Dirk Sterenberg allerlei bruggen ontwerpen voor de Dienst der Publieke Werken. Uit die periode stamt dan ook brug 1361, die kwam te liggen over wat even later de Passewaaigracht (in 1980 vernoemd naar de buurtschap Passewaaij bij Tiel) zou heten; het pad waarin ze ligt, kreeg pas in 2014 haar naam: Brinkiepad (naar de verderop liggende kinderboerderij 't Brinkie.). Vanwege de vele bruggen die ontworpen en gebouwd moesten worden, ontwierp Sterenberg voor de wijk een serie bruggen met hetzelfde uiterlijk. De plaatbrug is bijna geheel van beton, alleen de leuningen zijn van metaal. Opvallend aan brug 1361 zijn de eindbalusters; ze hebben de vorm van abstracte sculpturen, die de vorm lijken te hebben van een heftpoort behorende bij hefbruggen; brug 1361 is echter een vaste brug. Deze sculpturen houden een betonnen leuningbalk op hun plaats. Ze is vergelijkbaar met brug 1450. 

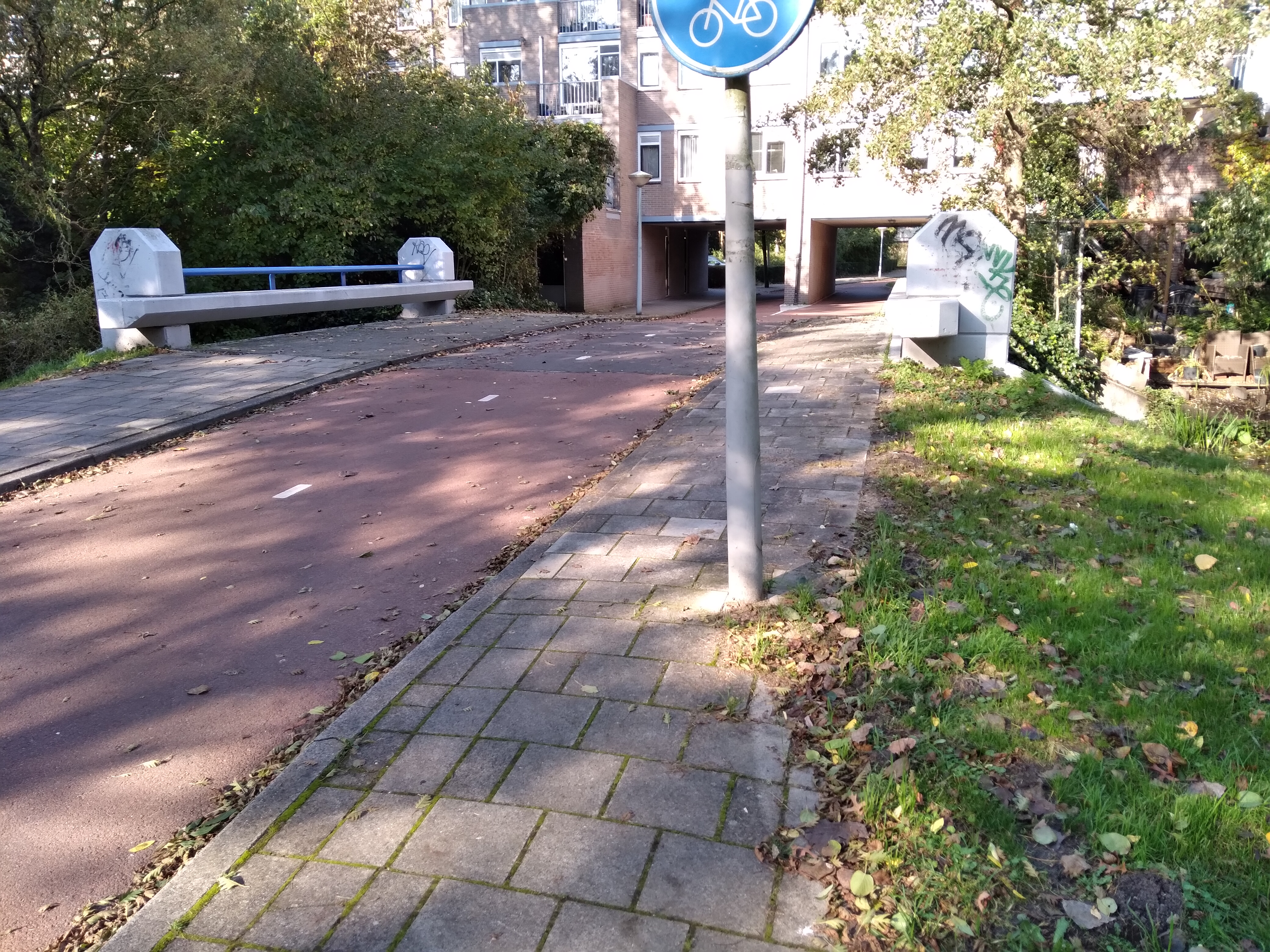
Brug 1361 met Brinkiepad voor een poortgebouw (oktober 2021)

<<< · 1301 · 1302 · 1303 · 1304 · 1305 · 1306 · 1307 · 1308 · 1309 · 1311 · 1312 · 1313 · 1314 · 1315 · 1316 · 1317 · 1319 · 1320 · 1321 · 1322 · 1323 · 1324 · 1325 · 1326 · 1327 · 1328 · 1329 · 1330 · 1331 · 1332 · 1333 · 1334 · 1335 · 1336 · 1337 · 1338 · 1339 · 1340 · 1342 · 1343 · 1344 · 1345 · 1346 · 1347 · 1348 · 1349 · 1350 · 1351 · 1352 · 1353 · 1354 · 1355 · 1356 · 1357 · 1358 · 1359 · 1360 · 1361 · 1362 · 1363 · 1364 · 1365 · 1366 · 1367 · 1368 · 1373 · 1375 · 1376 · 1377 · 1378 · 1379 · 1380 · 1381 · 1382 · 1383 · 1384 · 1385 · 1386 · 1387 · 1388 · 1389 · 1390 · 1391 · 1392 · 1396 · 1397 · 1398 · 1399 · >>>
Brugnummers 1300, 1318, 1341, 1369-1372, 1374, 1393, 1394, 1395 zijn niet vergeven. 1310 is gesloopt; brug 1318 is nooit gebouwd in verband met niet aanleggen Veenendaaldreef.